# Радомльский сельсовет
Ра́домльский сельсовет — административная единица на территории Чаусского района Могилёвской области Белоруссии.

## История
В 2013 году в состав сельсовета вошли деревни Дубасник, Прилеповка, Путьки, Русиновка, Старосёлы, ранее находившиеся в Осиновском сельсовете.

## Состав
Включает 28 населённых пунктов:
- Александровка — деревня.
- Барышевка — деревня.
- Бородки — деревня.
- Будино — деревня.
- Будино — посёлок.
- Вербовка — деревня.
- Галузы — деревня.
- Гиревцы — деревня.
- Дедня — деревня.
- Дубасник — деревня.
- Желивье — деревня.
- Заложье — деревня.
- Колесянка — деревня.
- Новинка — деревня.
- Прилёповка — деревня.
- Путьки — деревня.
- Пухнова — деревня.
- Пырцы — деревня.
- Радомля — агрогородок.
- Радучи — деревня.
- Радучи — посёлок.
- Русиновка — деревня.
- Рябиновая Слободка — деревня.
- Селец — деревня.
- Селец — посёлок.
- Скварск — деревня.
- Старосёлы — деревня.
- Чижи — деревня.